# Макариос-авеню

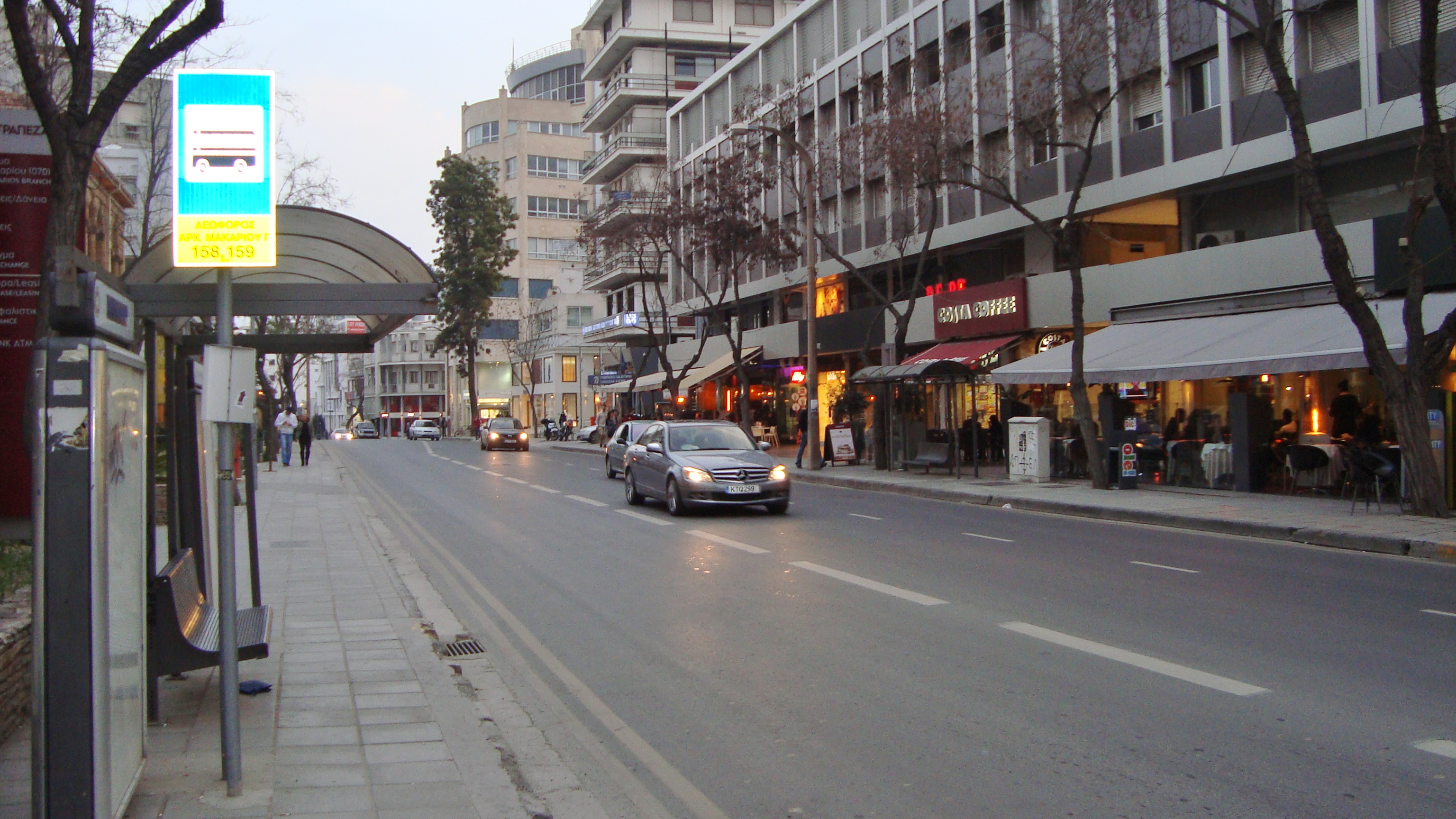
Вид на Макариос-авеню

Макариос-авеню (греч. Λεωφόρος Αρχιεπισκόπου Μακαρείου 'Γ тур. Makarios Caddesi) — улица в центральной части города Никосия (Кипр), длина которой составляет 2 км. Она начинается от пересечения с Эвагорас-авеню и тянется до Агландии-авеню. 
Макариос-авеню названа так в честь первого президента Республики Кипр архиепископа Макария III. Во времена британского правления на острове авеню носила название Плуто-стрит. и служила главной дорогой в Лимасол. По её сторонам возвышались особняки, такие как, например, особняк Лиссиотис, построенный в 1928 году. Сейчас в нём располагается головной офис Национального банка Греции на Кипре. Затем территория была превращена в деловой район, в том числе было разрушено множество исторических построек, чтобы освободить место для строительства магазинов и офисных зданий. Макариос-авеню расположена параллельно известным улицам Стасикратус и Темистокли Дерви-авеню .

## Магазины
Макариос-авеню знаменита и отличается прежде всего сотнями различных модных магазинов, бутиков, высокого уровня международных универмагов. «City Plaza» — крупнейший универмаг в центре Никосии.

## Галерея

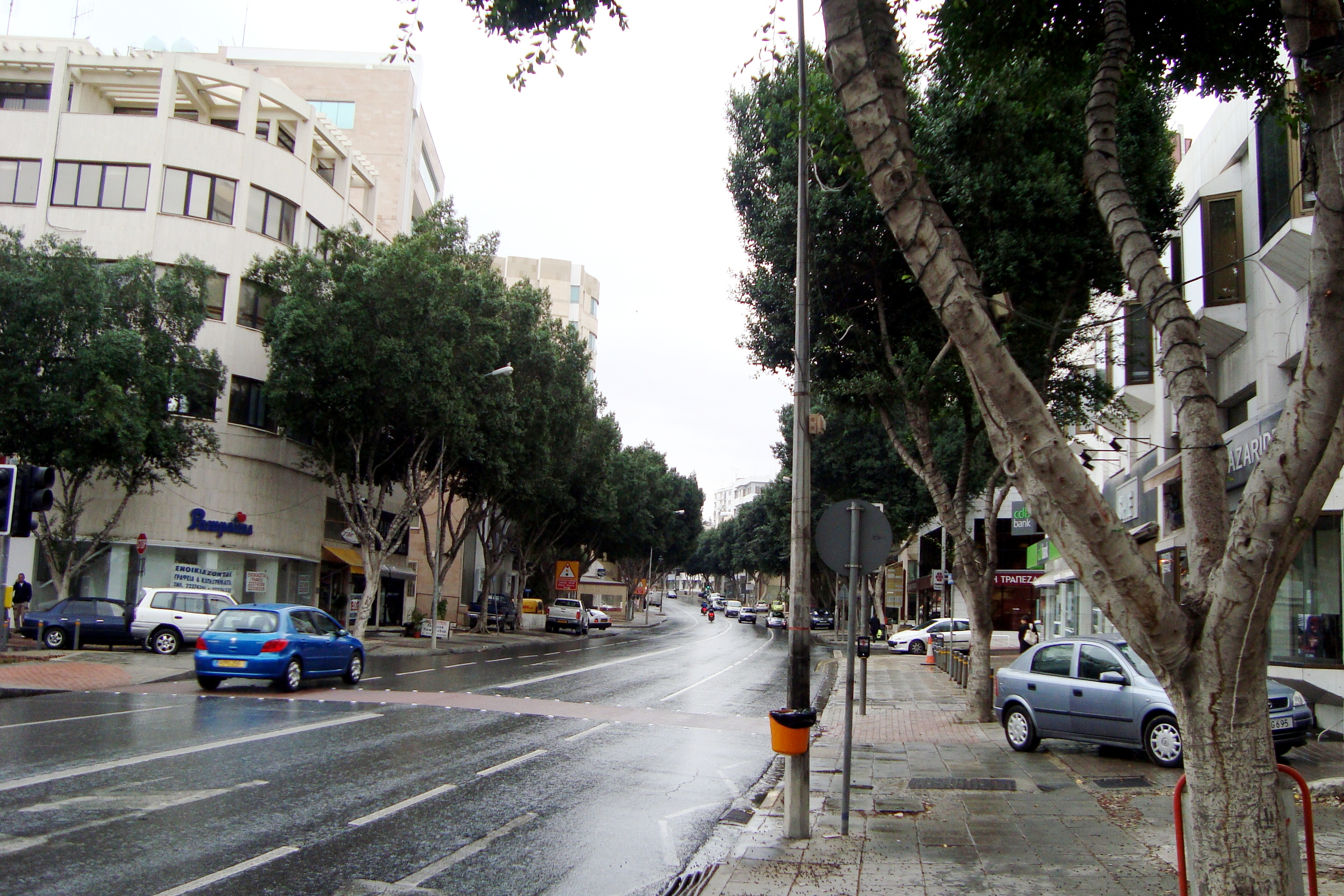
Дождь на Макариос-авеню
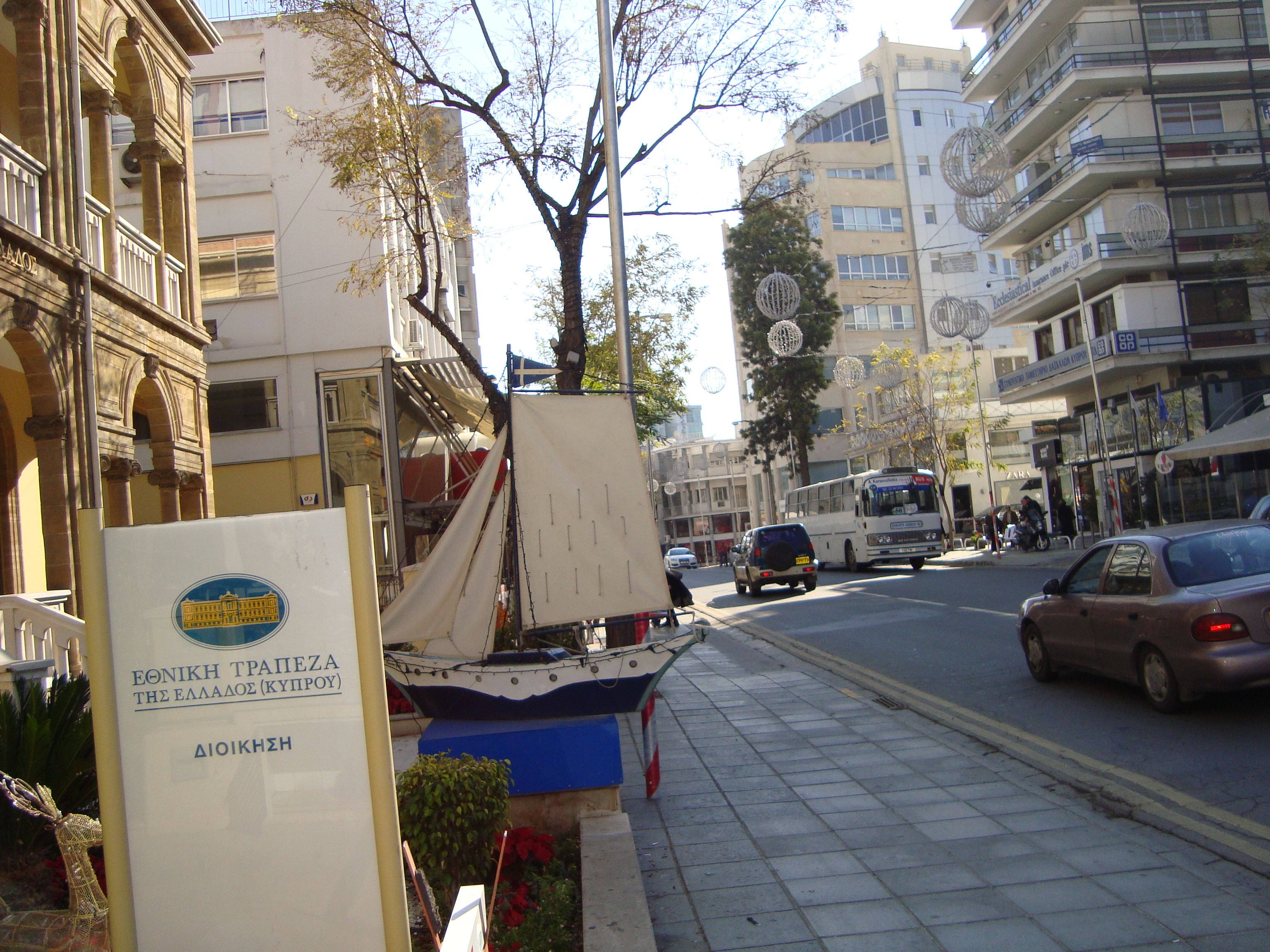
Вид на Макариос-авеню во время Рождества
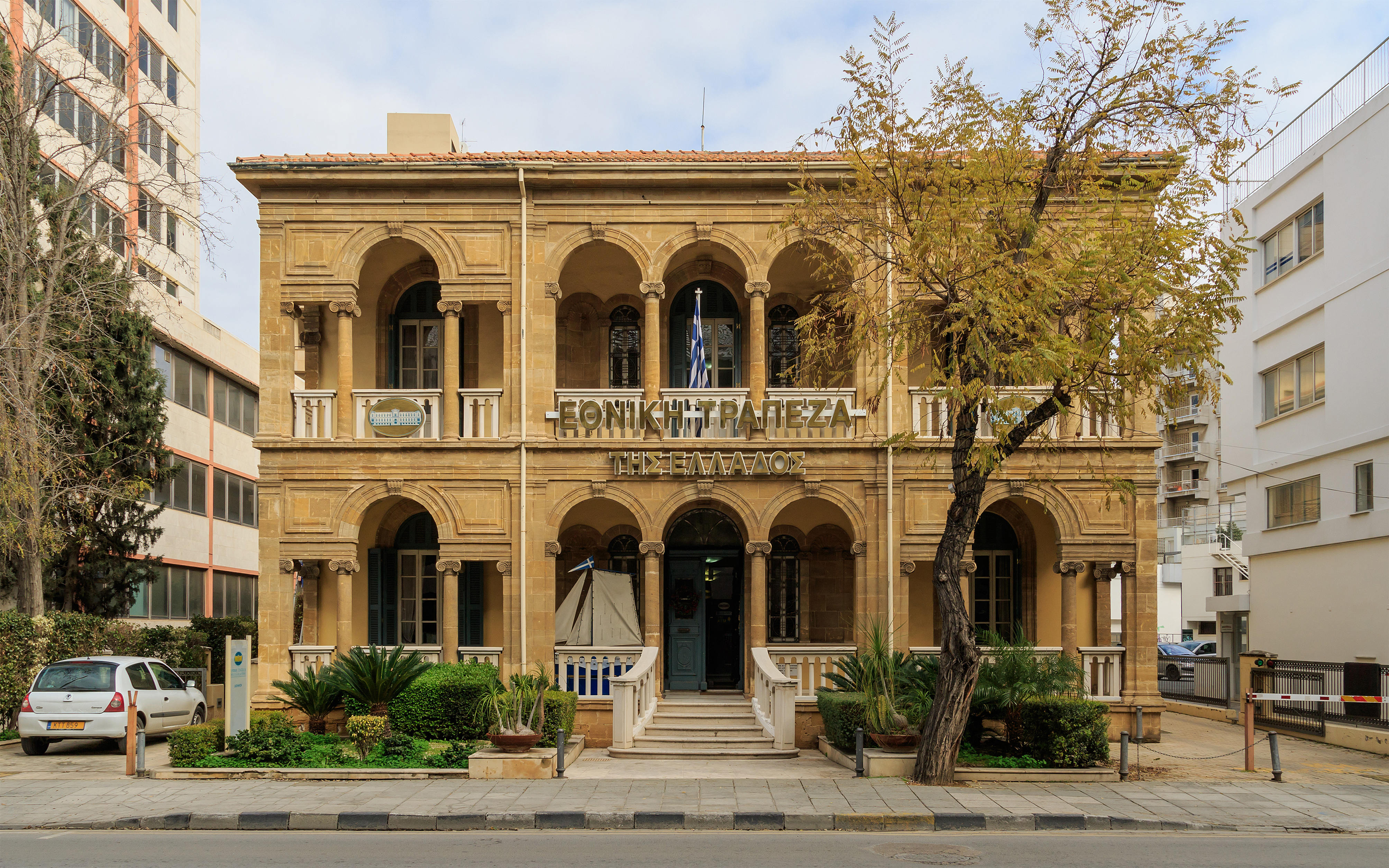
Национальный банк Греции (особняк Лисиотис, построен в 1928-29 годах)
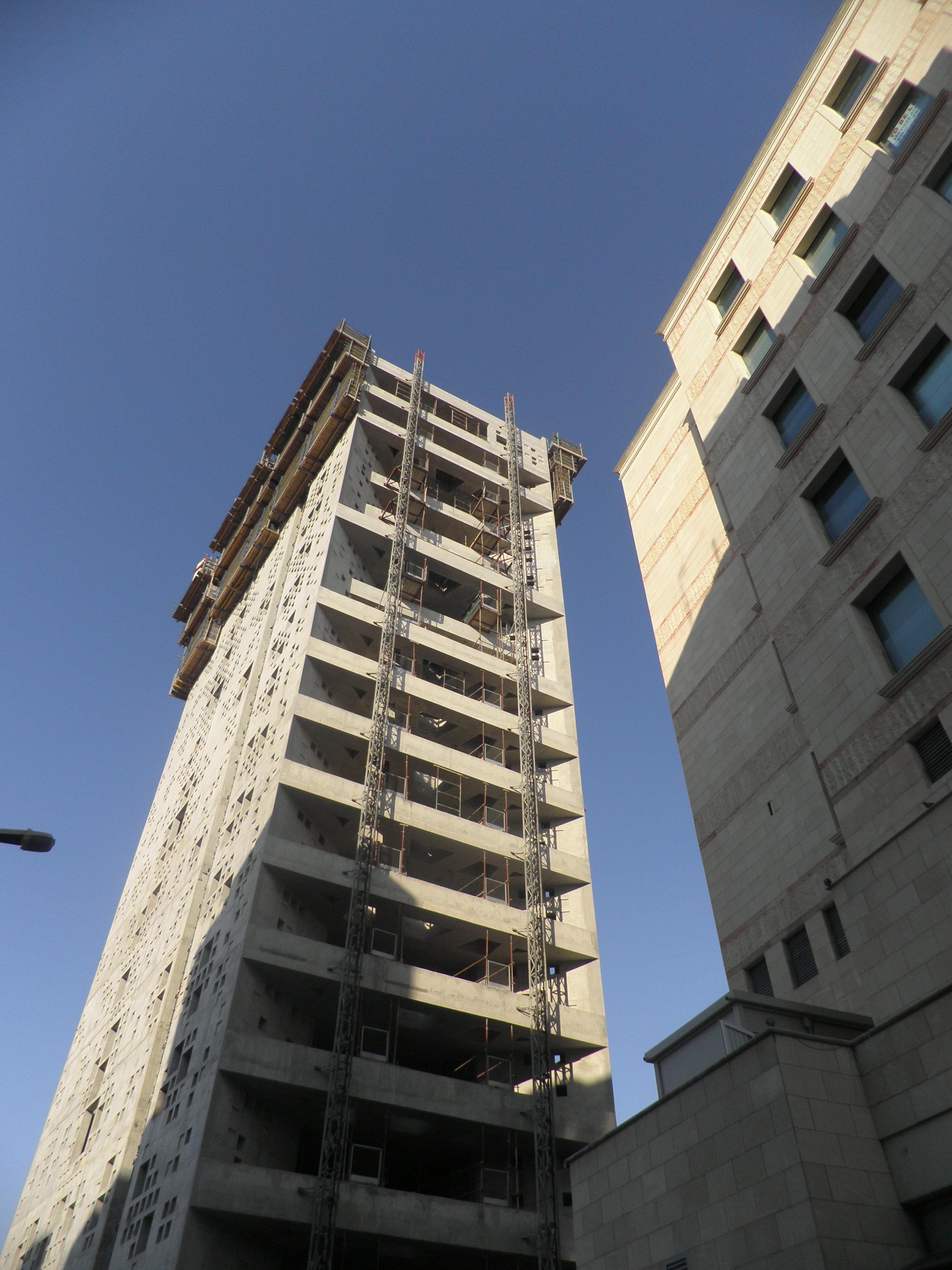
Высотные здания на Макариос-авеню (август 2011)
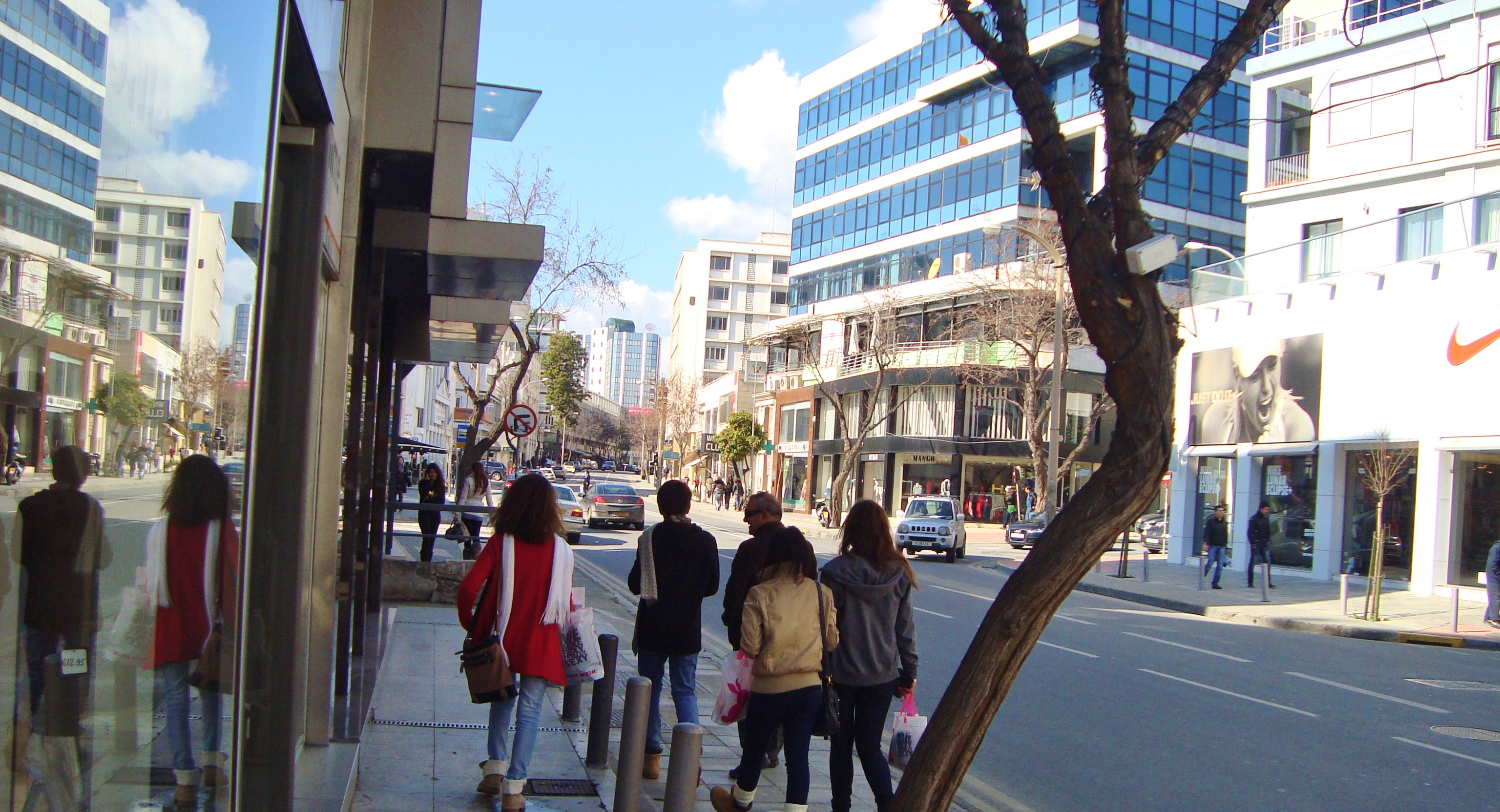
Макариос-авеню в феврале
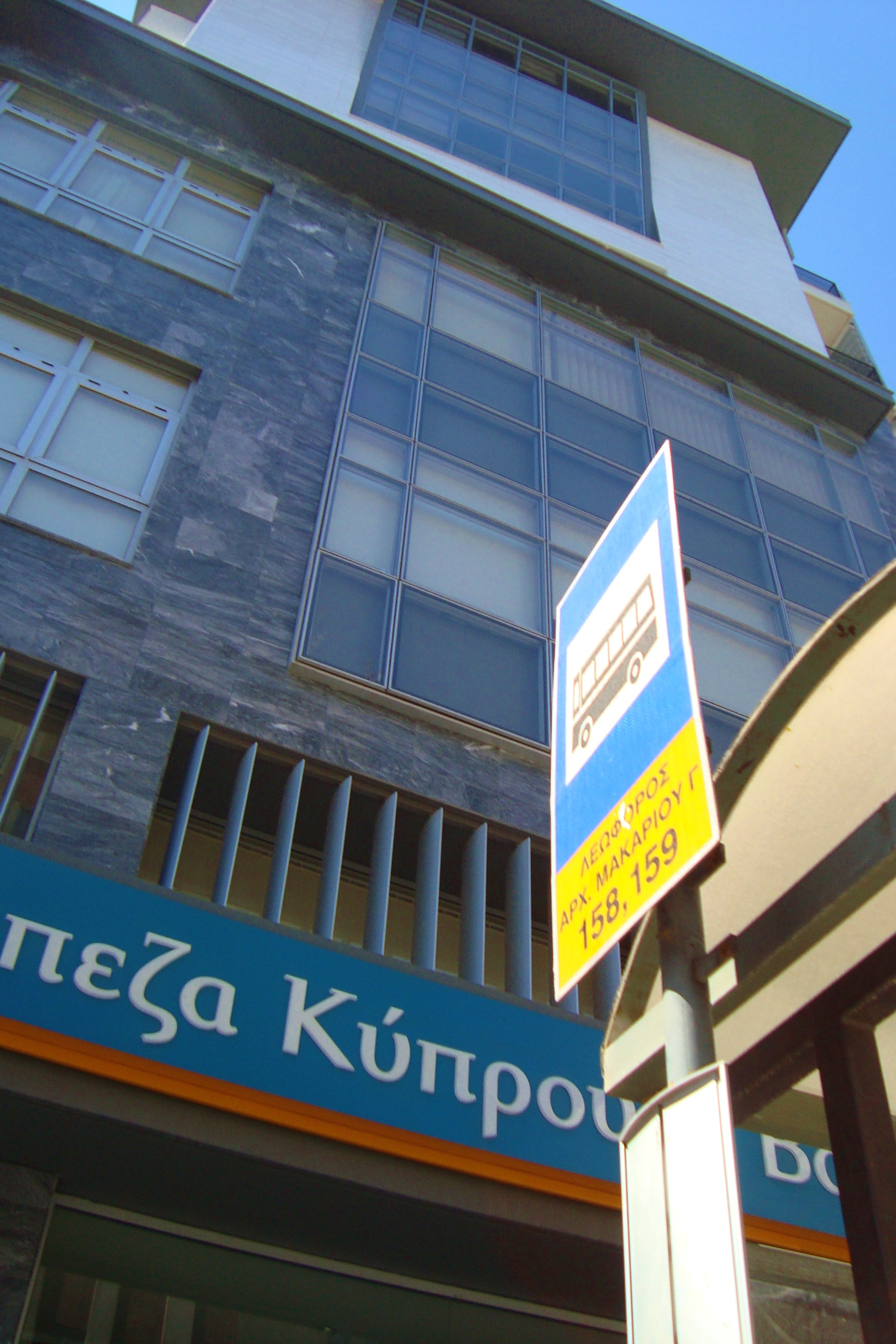
Автобусная остановка на Макариос-авеню